# Palau Güell
Palau Güell (ook: Palacio Güell genoemd) is een door Antoni Gaudí ontworpen herenhuis in Barcelona (Spanje). Het werd gebouwd tussen 1886 en 1889 door de rijke Catalaanse industrieel Eusebi Güell.
Het staat, zoals alle andere werken van Gaudí in Barcelona, op de Werelderfgoedlijst van UNESCO. Het huis is geconcentreerd rond een centrale ruimte, waar hoge gasten ontvangen konden worden. In de voorgevel zijn twee grote poorten, waarlangs de paardenkoetsen met de gasten binnen konden rijden. De gasten werden op de eerste verdieping ontvangen.
Het is het enige gebouw waarbij Gaudí van begin tot einde betrokken was.
Vanaf 2004 was Palau Güell slechts van buitenaf te bezichtigen door een renovatie. Bij de bouw gebruikte men namelijk zwakke stenen, en was er kans op instorting. De constructie werd veilig gemaakt, gevels, vloeren, houtwerk en ornamenten werden gerestaureerd. In mei 2011 werd het gerenoveerde gebouw na een sluiting van zeven jaar terug opengesteld voor bezoekers. 

## Kenmerkende elementen

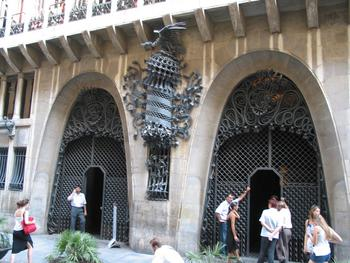
De twee toegangspoorten

Opmerkelijk is dat vanaf de straatzijde bijna niets te zien is van het dak, waarop Gaudí een 'sprookjestuin' van geornamenteerde schoorsteenpijpen heeft laten bouwen. Elke schoorsteenpijp is een torentje met andere ornamentiek. Op het dak is ook de koepel te zien van de grote ontvangsthal, waarin lichtvensters in cirkels zijn geplaatst. Van binnenuit doet deze koepel denken aan een sterrenhemel. De toegangspoorten en zuilen in het interieur zijn in gebouwd in de vorm van kettinglijnen, hetgeen een architectonische vernieuwing was. De plafonds zijn alle met houtmotieven geornamenteerd. De meubels in dit gebouw zijn tevens voor een groot deel door Gaudí ontworpen.
Het grondplan meet 18 bij 22 meter, wat voor een paleis niet groot te noemen is. Echter hoewel de voorzijde een strakke symmetrie uitstraalt ligt achter deze gevel een fors, hoog en grillig complex, dat zeker paleisallure uitstraalt. Voor de voorgevel maakte Gaudí 23 ontwerpen, waarvan de sobere symmetrische het uiteindelijk werd.